# 井冈山号综合登陆舰
井岡山號船塢登陸艦是中國人民解放軍海軍的071型船塢登陸艦的二号舰，舷號為999，於2010年11月18日於滬東造船廠下水，2011年12月9日正式入役海军南海舰队。井岡山號排水量约2万吨，刚服役时，曾是除了补给舰之外的中國現役排水量最大的戰鬥艦隻，而且具有隱身功能。美媒称该型两栖舰的单价为3亿美元。井岡山號作为中国人民解放军立体登陆作战核心，在戰爭時發揮流動船塢的功能，能夠同時搭乘運載和派出4艘氣墊登陸艇及16辆兩棲戰車，快速輸送上數百名軍人搶灘及登陸。同時，井岡上號的甲板上有多架軍用直升機，亦可以提供火力支援及運送空降兵突擊，海空兩路並進，大幅度地提高搶灘效率。

## 命名
中国海军大型登陆舰用“山”来命名。井冈山与中国共产党革命有密切的联系。1927年毛泽东创立了井冈山革命根据地。同属于071型综合登陆舰的还有昆仑山号、长白山号、沂蒙山号。

## 規格
井冈山号采用大飞剪舰首、楔形舰尾和上层建筑一体化设计，外部线条光滑简洁，带有一定角度内倾，吃水线以上有明显折角，并在两舷小艇平台装有屏蔽网，具备一定的雷达波隐身能力。
井冈山号是一艘可实施沉浮作业的有动力舰船。采用重力及压载泵注水，在4级海况的开阔海面，可安全实施沉浮作业，形成平均水深1.5米的湿坞，可装载小型排水型船艇。

## 设置

### 装载区
井冈山舰设有坞舱、车辆库、机库、飞行甲板等装载功能区。從井岡山號的1号甲板上，可以看到指挥室、控制舱、医疗救护舱。從2号甲板上，則可以看到主要是船员和部分登陆人员的船舱、办公室及厨房。主甲板以下為登陆舱，分前后两段，前段是兩層的装甲车辆储存舱，可以储存登陆装甲车辆和物资。后段是一座巨型船坞登陆舱，主要用来停泊大小型的气垫登陆艇、机械登陆艇或者车辆人员登陆艇。其中塢艙幾乎佔據了井崗山號的艦總長度的2/3，能夠容納4艘726型气垫登陆艇，基本結構佈局跟美國海軍氣墊登陸艇相似。井岡山號的後部為飛行甲板，上層建築後部的飛機庫能夠容納3至4架直-8直升機，飛行甲板上可以額外容納兩架。

### 生活区
井岡山號設立有供予將來女兵投入服務的時候，所專門使用的区域：室内的空间布局符合女性生活需求，而且每张床都设有隔离板，形成了一个个私密的空间，確保私隱獲得保障。而且設備有单独的衣物烘干机、卫生及沐浴系统及储物柜等等。女兵專門區域被一道隔离门隔離，確保女兵的工作生活自己成為一個体系。作为海军女兵上舰试点单位，井冈山舰上有18名女兵服役。
井岡山號艦上有不少地方都单独开辟出來給予船員作為文化活動用途，包括設立有图书馆、电脑室、學習室，而且有局域网；此外，亦設立有健身房、移动式的篮球架、羽毛球场、乒乓球台等。

## 武器
井岡山號的武器包括了1座單管76毫米快炮，4座AK-630近程火炮系統。此外，為了應付小噸位的目標，井岡山號裝備了幾挺12.7和7.62毫米機關槍。

## 训练
2012年春节刚过，“井冈山”舰首次与直升机、汽垫艇进行了联合训练。顺利完成了气垫艇出坞、直升机着舰等科目。登陆舰支队队长向记者表示，“井冈山”舰已经初步具备了执行任务的能力。

## 任务
井冈山号可搭载气垫艇、直升机、陆战队在第一岛链海域内遂行两栖登陆作战；在平时，可在中远海执行海上反恐、反海盗、护航、搜救、撤侨、人道主义救援等非战争军事任务。
- 2013年4月报道，“井冈山”号带领一支四艘舰船组成的编队前往西沙群岛和南沙群岛巡视各礁，并出动数艘小型载人快艇、726型气垫船以及直-8直升机进行“夺岛”演练。[3]
- 2013年8月8日上午从湛江启航，作为中国海军第十五批护航编队的旗舰赴亚丁湾、索马里海域执行护航任务[9]。
- 2014年3月9日从湛江出发参与马来西亚航空公司失联客机MH370的营救工作[2]。
- 2015年5月27日，在马来西亚槟城东南部海域参加东盟地区论坛第四次联合救灾演习。[12]
- 2017年7月11日，井冈山舰与东海岛船从广东湛江军港出发，前往吉布提基地。[13]

## 人员编制

### 历任领导
| 中国人民解放军海军井冈山舰舰长 - 许锦锋 | 中国人民解放军海军井冈山舰政治委员 |